# Tina Armstrong
Tina Armstrong (ティナ・アームストロング?, Tina Āmusutorongu) è un personaggio immaginario della serie di videogiochi Dead or Alive, sviluppata da Team Ninja e pubblicata da Tecmo Koei. 
Tina debutta nella versione per PlayStation del 1996 di Dead or Alive e compare in tutti i capitoli successivi, inclusi gli spin-off della serie. All'interno dei giochi, è una wrestler determinata e ambiziosa. 
Il personaggio ha ricevuto ampi consensi dalla critica e dai fan, venendo elogiata per la sua bellezza fisica e per la sua personalità carismatica, in particolare dai media asiatici. La relazione con suo padre, Bass Armstrong, è stata spesso apprezzata per il suo contributo allo sviluppo narrativo della serie. Inoltre, il suo background come modella si integra in modo efficace nello storytelling di titoli come quelli della saga Dead or Alive Xtreme. 
Nonostante la sessualizzazione del suo aspetto fisico, Tina è stata citata come esempio positivo di personaggio femminile nei videogiochi, dimostrando una forte identità e un ruolo significativo nella trama della serie.

## Sviluppo
Tomonobu Itagaki ha concepito il personaggio di Tina Armstrong per il primo capitolo della serie Dead or Alive di Koei Tecmo. Inizialmente, Tina era immaginata come una "Deadly Dancer", una combattente che utilizzava tattiche mordi e fuggi caratterizzate da movimenti leggeri e simili a quelli della danza. Contestualmente, il personaggio di Bass Armstrong, all'epoca chiamato "T-Bass", era stato pensato come il lottatore professionista del gioco. Tuttavia, Itagaki ha dichiarato di aver relegato Bass a un ruolo secondario a causa della sua limitata conoscenza del wrestling professionistico, concentrandosi invece sullo sviluppo di Tina. 
La decisione di Itagaki sorprese il team di sviluppo, composto in gran parte da appassionati di wrestling, che desideravano mantenere questo stile di combattimento all'interno del gioco. Per accontentare il team, Itagaki rivisitò il concept originale, trasformando Tina in una wrestler nella versione finale del gioco. Bass Armstrong venne successivamente introdotto nel porting per PlayStation di Dead or Alive, assumendo nella trama della serie il ruolo di padre di Tina. L'idea originale di una ballerina venne invece recuperata nella serie attraverso il personaggio di Lisa Hamilton.
Gli sviluppatori si sono ispirati alla lottatrice giapponese Manami Toyota per ideare gli attacchi e le animazioni di Tina. Tra le sue mosse figura il Japanese Ocean Cyclone suplex. Per garantire l'autenticità del personaggio, Itagaki visionò vecchi filmati di wrestling. Inoltre, l'introduzione di Bass Armstrong permise di includere nel gioco mosse potenti, come il Rodeo Hold, sebbene alcune tecniche furono rimosse perché ritenute inadatte alla presentazione in 3D. Altre mosse vennero completamente rivisitate per Dead or Alive 2.
Parallelamente, il team di sviluppo lavorò sulla personalità di Tina, che venne definita come un'allegra wrestler americana. Itagaki scelse specificamente il Texas come luogo d'origine per Tina e Bass, rafforzando così la loro identità culturale. Questa scelta fu particolarmente apprezzata dal pubblico statunitense, che considerava i personaggi autenticamente texani. Tina si rivelò il personaggio più popolare tra i giocatori americani, spingendo Itagaki a creare ulteriori personaggi, come Lisa, per rendere la serie più inclusiva culturalmente.

### Design
Tina Armstrong è una donna americana alta 174 cm, con misure di 95-60-89 cm. Ha occhi azzurri e capelli biondi che incorniciano il viso. Secondo Tomonobu Itagaki, Tina era stata concepita come bionda sin dal suo debutto. Tuttavia, a causa di limitazioni tecniche dell'hardware arcade Sega NAOMI, i capelli del personaggio apparivano più scuri del previsto nel primo capitolo della serie.
Secondo una versione alternativa fornita dal team di sviluppo, Tina era stata inizialmente immaginata come una donna castana, poiché il personaggio era stato concepito originariamente come originario dei Tropici.

## Caratteristiche

### Storia
Tina Armstrong è la figlia del famoso wrestler professionista Bass Armstrong e di sua moglie Alicia. Cresciuta nel mondo del wrestling, è stata allenata fin da giovane dal padre. La sua infanzia è stata segnata dalla prematura scomparsa della madre, avvenuta quando Tina aveva sei anni, lasciando Bass come unico genitore e allenatore. Determinato a farle seguire le sue orme, Bass sottopose Tina a un rigoroso regime di allenamento che la portò, già durante il liceo, a diventare una lottatrice esperta.
Nonostante il talento nel wrestling, Tina ha sempre sognato una vita oltre il ring. Aspirava a diventare una star di Hollywood e a intraprendere una carriera nel mondo dello spettacolo. Questi sogni l'hanno spesso messa in contrasto con il padre, iperprotettivo e contrario alle sue ambizioni al di fuori del wrestling.

### Personalità
Tina è una persona estroversa, determinata e testarda, tratti che ha ereditato dal padre. Guidata dal motto "il successo genera successo", è ambiziosa e mira a raggiungere importanti traguardi nella sua carriera. È una sognatrice e non sopporta che le venga detto cosa può o non può fare. Tuttavia, Tina dimostra anche un lato gentile e altruista. In Dead or Alive 5, per esempio, sostiene e aiuta Mila negli allenamenti, mostrando preoccupazione per il benessere dei bambini e incoraggiando Honoka e Misaki a credere di più in sé stesse.
Nonostante usi il wrestling come trampolino per raggiungere professioni più glamour, Tina possiede un vero spirito combattivo. Sul ring, ha grande fiducia nel suo sex appeal, che esibisce attraverso pose e frasi spesso provocatorie. Questo aspetto di sé le ha permesso di emergere anche come figura carismatica nei tornei e nelle interviste.

### Stile di combattimento
Lo stile di combattimento di Tina è basato sul wrestling, caratterizzato da potenti lanci, prese e mix-up imprevedibili. Sebbene sia meno veloce rispetto ad altri personaggi femminili, compensa con una forza fisica notevole che la rende equilibrata e versatile. Rispetto al padre Bass, condivide molte mosse, ma il suo stile è generalmente più dinamico e flessibile, con opzioni tattiche che confondono gli avversari.
Le sue abilità includono mix di colpi medi e alti, lanci devastanti e prese offensive potenti, particolarmente utili in situazioni di pericolo ambientale. Nonostante alcune debolezze, come un trasporto a muro meno efficace e juggle limitati, Tina eccelle sia in fase difensiva che offensiva. In Dead or Alive 6, ha ulteriormente migliorato il suo repertorio con nuove mosse, una maggiore capacità di danno nei lanci e opzioni aggiuntive per i juggle, consolidando la sua posizione come una delle combattenti più versatili e temibili della serie.

## Apparizioni

### Dead or Alive
Tina si iscrisse al primo torneo Dead or Alive per soddisfare i desideri del padre nel tentativo di realizzare i suoi sogni di fama. L'altro motivo per cui Tina si iscrisse fu quello di usarlo come mezzo per farsi scoprire da Hollywood. Tuttavia, Bass glielo proibì, pensando che non fosse una buona idea per sua figlia porre fine alla carriera di lottatrice che aveva costruito per lei, così si iscrisse al torneo per cercare di impedirle di avere successo.
Tina arrivò in finale ma perse l'ultimo incontro. Kasumi vinse ma non vinse il premio in denaro, quindi lo prese Tina al suo posto.

### Dead or Alive 2
Tina si è iscritta al secondo torneo nella speranza di diventare una supermodella.  Più tardi, Tina ha dovuto combattere di nuovo con suo padre Bass ed è riuscita a sconfiggerlo. Dopo il torneo, ha ottenuto il suo obbiettivo e ha continuato la strada come supermodella per uno spettacolo in televisione.

### Dead or Alive 3
Essendo una donna di ambizione sconfinata e una sete di grande fama, dopo aver finalmente debuttato a Hollywood come modella, Tina decise che voleva diventare un'attrice. Poiché il torneo Dead or Alive le aveva dato una grande possibilità l'ultima volta, partecipò al terzo torneo per promuovere se stessa. Bass cercò di fermarla ancora una volta, ma lei si arrabbiò con lui, dicendogli che erano i suoi sogni e che non era più il suo capo. Lo sconfisse in battaglia e andò a recitare in un film di guerra.

### Dead or Alive 4
Tina si unisce al quarto torneo, questa volta per diventare una rock star, con grande costernazione del padre. Durante il torneo, Tina affronta La Mariposa. Entrambe sembrano insultarsi a vicenda per la loro ambizione e il loro aspetto, ma solo per lo spettacolo. Dopo il combattimento, Tina affronta il padre. Dopo una lite sul nuovo sogno di diventare una rock star, Tina sconfigge Bass sul ring.
Dopo il quarto torneo, Tina recita in un video musicale in cui entra su uno skateboard, suonando la chitarra elettrica. Partecipa e vince anche un incontro di wrestling a coppie insieme a La Mariposa, in cui si scopre che la lottatrice mascherata è in realtà la sua cara amica Lisa. È anche finita in un film che mostra il suo personaggio mentre abbraccia un ragazzo su una spiaggia in modo suggestivo. Un frammento di questo film è stato mostrato durante una gara a cui ha partecipato Bass, che ha perso la gara a causa dello shock per la sua presenza.

## Promozione e accoglienza
Per promuovere l'uscita del primo gioco della serie, Tecmo pubblicò guide dedicate al cosplay dei personaggi femminili. Per la versione Sega Saturn, furono realizzati costumi basati sui design originali, collaborando con una cosplayer per interpretare Tina e con l'editore Dengeki Strategy King per mettere a confronto la modella con il personaggio del gioco. Durante la festa di lancio di Dead or Alive 2, vennero distribuiti gadget promozionali come poster pin-up, articoli di abbigliamento e figurine raffiguranti Tina. Per Dead or Alive 5, fu incluso un costume da bagno "coniglietto nero" per Tina, offerto come bonus per chi preordinava il gioco. Inoltre, nel 2013, le carte digitali di Tina furono aggiunte al gioco Samurai & Dragons di Sega per PlayStation Vita.
Nel corso degli anni, Tina è stata protagonista di diversi prodotti promozionali, tra cui tappetini per mouse 3D, carte collezionabili e costumi da bagno.
Tina è stata generalmente ben accolta dal pubblico e dalla critica sin dal suo debutto. Dreamcast Magazine la descrisse come "la consumata ragazza" di Dead or Alive 2. In Brasile, i lettori di SuperGamePower la votarono come il loro personaggio femminile preferito nei videogiochi, con il caporedattore che elogiò il suo design per le "gambe possenti e molta opulenza". Lo staff di Kakuchopurei lodò il suo stile di combattimento, definendolo "in-your-face e aggraziato" e paragonandola a King della serie Tekken.
Mike Fahey di Kotaku sottolineò i cambiamenti al design di Tina in Dead or Alive 5, descrivendo il nuovo look come quello di una "macchina da wrestling snella e cattiva". Hiroyuki Endo di Game Watch apprezzò la dinamica padre-figlia tra Tina e Bass, definendola "calda e confortante". Inoltre, lodò il modo in cui il suo background da modella si adattava ai titoli della serie Xtreme.

### Critiche sulla sessualizzazione
Alcune critiche hanno riguardato la rappresentazione sessualizzata di Tina. The Psychology of Entertainment Media e Sex in Consumer Culture l'hanno citata come esempio di ipersessualizzazione nei videogiochi, evidenziando il suo design caratterizzato da seni sproporzionati e vite strette. Altri, come Matthew O'Mara del National Post, criticarono l'enfasi sull'animazione del seno e gli abiti rivelatori. Al contrario, il libro Femme Fatalities la inserì tra le eroine d'azione che hanno influenzato positivamente il pubblico femminile.